# Villar-Saint-Anselme
Villar-Saint-Anselme – miejscowość i gmina we Francji, w regionie Oksytania, w departamencie Aude.
Według danych na rok 1990 gminę zamieszkiwało 112 osób, a gęstość zaludnienia wynosiła 19 osób/km² (wśród 1545 gmin Langwedocji-Roussillon Villar-Saint-Anselme plasuje się na 790. miejscu pod względem liczby ludności, natomiast pod względem powierzchni na miejscu 973.).